# Baie d'Oro

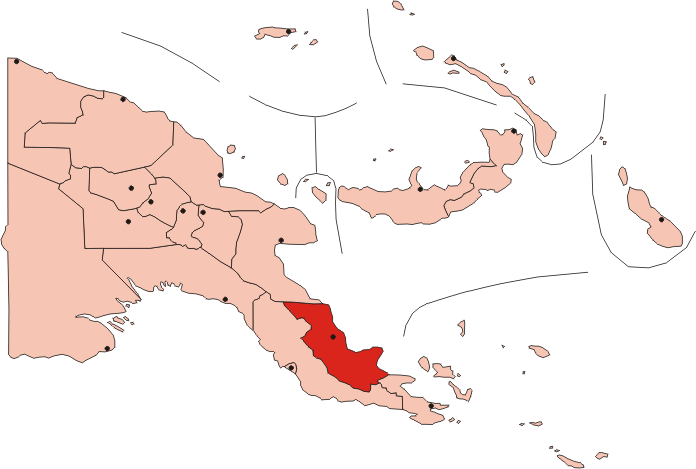
La zone rouge est la province d'Oro. La baie d'Oro est la grande empreinte dans la zone rouge.

La baie d'Oro est une baie de la province de Oro, en Papouasie-Nouvelle-Guinée, située à 24 km au sud-est de Buna. 
Un port est exploité par la société PNG Corporation Limited avec des installations de quai limitées, situé à8° 53′ 47″ S, 148° 29′ 39″ E.  

## Historique

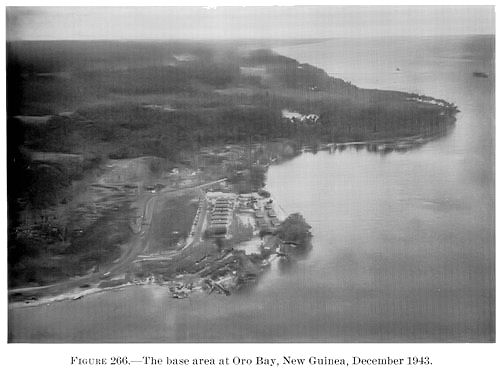
La base de la Baie d'Oro en 1943.

Au cours de la Seconde Guerre mondiale, la Baie d'Oro a été utilisée comme zone de rassemblement, le terminus des convois de l'opération Lilliput, pour la bataille de Buna-Gona et les opérations futures. Une base avancée des États-Unis a été construite dans cette baie, avec un quai Liberty Ship à l’extrémité sud de la baie, des installations le long de la côte et des batteries de tir antiaériennes dans les collines environnantes. 
Le 28 mars 1943, des avions japonais impériaux attaquèrent les installations de navigation et les installations portuaires de la baie d'Oro, provoquant le naufrage des SS Masaya et SS Bantam. La base aérienne de la baie d'Oro est également située à proximité de la baie.